# Jack Knight
Jack Knight è un personaggio dei fumetti creato da James Dale Robinson (testi) e Tony Harris (disegni), pubblicato dalla DC Comics. È cronologicamente il settimo individuo ad assumere il ruolo del supereroe Starman. Dopo la sua prima apparizione nella miniserie Ora zero - Crisi nel tempo (Zero Hour: Crisis in Time), gli viene dedicata una serie mensile intitolata Starman che parte con il n. 0 (ottobre 1994) e termina con il n. 80 (agosto 2001).

## Biografia del personaggio

### Origini
Jack è un ricercatore e rivenditore di oggetti da collezionismo di seconda mano. La sua attenzione si rivolge a materiale d'antiquariato spesso sottovalutato o dimenticato. Non pare interessato ai precedenti del padre Ted Knight, famoso astrofisico e supereroe (Starman I), conosciuto soprattutto per aver fatto parte della Justice Society e aver creato la Gravity Rod. L'eredità del ruolo di Starman viene invece presa dal fratello David Knight (Starman VI). Quest'ultimo viene però ucciso dal figlio di Mist, la nemesi storica del padre. Il tutto si colloca all'interno di un progetto di vendetta teso a colpire anche Jack e il padre. A questo punto Jack si impossessa di una Cosmic Rod (evoluzione della Gravity Rod), uccide in combattimento il figlio di Mist e cattura anche quest'ultimo. Il vecchio super-criminale, non sopportando la perdita cade in uno stato di demenza e delirio. Il cerchio però non si chiude, visto che Nash, la figlia di The Mist giura di vendicare il fratello morto. D'ora in poi Jack viene riconosciuto come nuovo protettore di Opal City e Starman VII. Lo stesso L'Ombra ex-supercriminale dai poteri arcani e ora residente a Opal City, gli consegna parte dei suoi diari che si riferiscono alla storia della città. Pare che questo personaggio sia immortale. Dal punto di vista estetico e simbolico Jack non vuole indossare il costume rosso, verde e giallo del padre e del fratello, decide invece di non avere una divisa ufficiale da supereroe. Di solito veste una giacca di pelle nera con un distintivo a forma di stella, due occhiali da aviatore vecchio stile, un paio di guanti, una normale t-shirt con pantaloni e scarpe di uso comune.

### Incontro con Starman III
Jack spesso si reca fuori città in cerca di materiale da collezionisti. In una di queste sue ricerche si imbatte in un circo dove spera di trovare vecchi manifesti e costumi e maschere in disuso. Mentre sta visitando la parte del circo dedicata al "Freaks'Show" (fenomeni da baraccone) si imbatte in un misterioso essere blu, che non appena viene toccato travolge Jack con una moltitudine di immagini. Si tratta di un alieno di nome Mikaal di cui si trovano dei cenni nei diari di L'Ombra. Pare vivesse ad Opal City negli anni settanta ed era conosciuto come Starman III. in questo periodo sapeva parlare inglese e si era inserito perfettamente nella nostra società. Adesso è confuso, non sa parlare più una lingua terrestre ed è in balia del proprietario del circo. Quest'ultimo si chiama Bliss ed è un essere soprannaturale in grado di cibarsi delle emozioni umane. Jack riesce a sconfiggerlo e libera Mikaal che viene preso in affidamento da Ted Knight.

### La Rivincita di Nash (Mist II)
Nash, la figlia di The Mist riesce a fuggire di prigione e a nascondersi in un suo rifugio, dove grazie ad uno strano macchinario ottiene i poteri del padre. Pianifica di colpire tutte le persone care a Jack:
- Rapisce Jack (Starman VII) e lo droga per tenerlo in stato di incoscienza.
- Fa attaccare Ted Knight dal Dr Phosphorous ma l'esperienza del primo Starman riesce ad avere la meglio sul super-criminale.
- La famiglia O'Dare deve far fronte ad una ondata di crimini senza precedenti su Opal City, ma anche in questo caso la tenacia e l'unità di questa famiglia di poliziotti e detectives prevale.
- Quella notte Nash uccide cinque persone anziane.
- Vengono rapiti Mikaal (Starman III) e Solomon Grundy, entrambi in custodia di Ted Knight.
- Epilogo: Jack si risveglia nudo in un letto e deve affrontare delle prove. Riuscendo a superarle si trova di fronte a Nash (Mist II). Quest'ultima potrebbe ucciderlo ma lo lascia in vita. La motivazione è che sente che Jack non ha ancora sviluppato tutte le potenzialità per essere il vero successore di Starman così come Lei non si sente ancora il nuovo The Mist. Chiede a Starman VII di migliorarsi il più possibile e quando raggiungerà l'apice, lei tornerà ad ucciderlo.

Inoltre spiega che le 5 persone che ha ucciso aiutarono suo padre Ted Knight (Starman I) la prima volta che incontrò e sconfisse Mist. Una di questa rubò una medaglia di guerra al valore appartenuta al padre di Nash, Lei non l'ha ritrovata ma chiede a Jack di farlo per lei.

### Sabbia e stelle
In seguito ad un sogno Jack decide di andare alla ricerca della medaglia al valore del vecchio Mist. La premonizione lo porta a New York per incontrare Wesley Dodds (Sandman I), il primo eroe mascherato ad aver incontrato The Mist, ancora prima che questi venisse chiamato così. Wesley è ormai molto anziano ed è sposato con Dian Belmont, la scrittrice preferita da Jack. Sandman e Starman VII si trovano loro malgrado a dover indagare sull'omicidio di John Blaine, costruttore di dirigibili. Il sospetto cade sul socio Warren Gayle ma ben presto scoprono che questi è stato imprigionato e le sue sembianze sono state prese da The Face. Jack viene rapito anche lui ma è salvato dal vecchio Wesley che ancora una volta indossa i panni di Sandman. Lo scopo di The Face è quello di rovinare l'inaugurazione di un nuovo dirigibile per poi frodare l'assicurazione. Non agisce da solo ma è in combutta con un tizio di nome Nobody e un finanziatore segreto. Alla fine The Face viene smascherato mentre Nobody muore nella precipitosa caduta del dirigibile durante un corpo a corpo con Jack.
Nell'epilogo prima di lasciare lo studio di Wesley, Jack intravede la medaglia al valore di The Mist. Il sogno premonitore si è dimostrato veritiero. Quindi si reca nell'Istituto psichiatrico dove si trova l'anziano Mist, ormai in uno stato costante di demenza e incapace di riconoscere le persone. Jack finge di essere il defunto figlio Kyle e gli riconsegna la medaglia al valore. Il supercriminale gli racconta di averla meritata durante la Grande Guerra, quando faceva parte dell'esercito canadese stanzionato in Europa.
Qualche mese dopo Jack riceve una lettera da Dian Belmont in cui lo ringrazia per aver fatto tornare nel marito Wesley un nuovo vigore. Purtroppo lei è ormai malata e destinata a morire, però partiranno per un lungo viaggio in Oriente. Come ringraziamento dona a Jack una somma di denaro che gli permetterà di aprire un suo negozio di antichità.

### Dispositivi infernali
Dopo un anno da quando Jack ha assunto il ruolo di Starman VII, Opal City è devastata da una serie di esplosioni causate da un criminale dinamitardo dal nome l'Infernale Dr. Pip, aiutato dal super-criminale Copperhead. Jack sembra avere la peggio ma viene aiutato dal Fantasma di un pirata che dice di chiamarsi Jon Valor. Successivamente Starman VII si trova in pericolo di vita per il crollo di un edificio fatto saltare dall'Infernale Dr. Pip ma questa volta è salvato da Solomo Grundy il quale si era rifugiato nelle fogne della città per sfuggire agli uomini di Nash (Mist II). Per ottenere la vittoria sui due super-criminali Jack riceve anche l'aiuto di Sentinel il primo Lanterna Verde e compagno del padre nella formazione originale della Justice Society of America. Sarà però L'Ombra con le sue ombre spettrali a eliminare definitivamente il Dr. Pip. Si tratta della prima importante battaglia in cui Jack capisce il gioco di squadra e si rende conto che alcune minacce non possono essere affrontate da un singolo supereroe.

### Interludio
Jack riceve una lettera da Nash che gli comunica di aver avuto un figlio da lui. Il concepimento è avvenuto durante il periodo im cui Jack era stato rapito e drogato da Lei. Nel frattempo Jack ha cominciato a frequentare una nuova ragazza dal nome Sadie Falk. Dopo breve diventano intimi ed è a questo punto che Sadie rivela che il suo vero nome è Jayne Payton ed è la sorella di Will Payton (Starman V). Lei crede che non sia morto come tutti credono e spera che il nuovo Starman possa ritrovarlo. Nonostante si sia avvicinata a Jack con l'inganno e per opportunismo, sostiene di essersi veramente innamorata di Lui.

### Alla ricerca di Will Payton (Starman V)
Jack scopre che Will Payton potrebbe essere ancora vivo e disperso nello spazio. Ted Knight, aiutato dalla tecnologia avanzata della Scatola Madre fornitagli da Orion e dagli studi di Kitty Faulkner (scienziata dei Laboratori S.T.A.R. ed ex-fidanzata di Will), rintraccia l'energia cosmica del precedente Starman. Si dovrebbe trovare nella Galassia denominata Grande Nube di Magellano. La Justice League of America si rifiuta di aiutare Jack in questa impresa nello spazio, ma L'Ombra fornisce a Jack un'astronave progettata da uno scienziato del passato e che utilizza un propulsore che si basa sull'energia cosmica per viaggiare nell'Iperspazio. Ted la migliora ulteriormente con la tecnologia di New Genesis. Grazie alle capacità della Scatola Madre la fornisce di un computer con navigazione automatica e la capacità di generare ologrammi. L'equipaggio si compone di: Jack Knight (Starman VII), Mikaal Tomas (Starman III) ed un ologramma che riproduce le caratteristiche fisiche e psicologiche di Ted. Mikaal ha ripreso a parlare inglese ma non si ricorda ancora il suo passato e spera che questo viaggio possa aiutarlo.

### Incontro con Starboy (Thom Kallor)
Durante il viaggio spaziale l'Astronave finisce in una strana nebulosa scura che la porta lontano anni luce. Poco dopo Jack e Mikaal si accorgono di essere anche stati trasportati avanti nel tempo di 1000 anni. Vengono subito abbordati da una nave sconosciuta che risulta appartenere alla Polizia Scientifica della Federazione dei Pianeti Uniti. A bordo incontrano Star Boy (Thom Kallor), membro della Legione dei Super-Eroi. Questi riconosce subito Jack come uno dei leggendari Starman. Gli spiega subito che la nube da cui sono usciti si chiama Colosso Oscuro e sta aumentando di volume inghiottendo tutto ciò che incontra. Ora in pericolo c'è il pianeta Xanthu, luogo d'origine di Star Boy. Il legionario chiede aiuto a Jack e Mikaal; il piano è scendere sul pianeta e raggiungere dalla superficie il centro e punto di origine della nube. Ad aggiungersi al gruppo viene chiamata la legionaria Umbra, dal momento che i suoi poteri generano un'oscurità simile a quella del Colosso Oscuro. Umbra riconosce Mikaal Tomas e sostiene che è stato un Signore e Protettore della sua razza. La differenza è che Lei proviene da Talok VIII, mentre Lui proviene da Talok III. La Storia dice che lui soggiornò sulla Terra fino all'anno 2021 prima di tornare dal suo popolo dove morì valorosamente. Una volta penetrati nella nube impiegano giorni a raggiungerne l'origine e vengono attaccati da Ombre spettrali. Dopo innumerevoli combattimenti trovano l'origine di questa immensa Oscurità. Si tratta di L'Ombra in uno stato di semi-incoscienza. Lui stesso suggerisce a Jack di colpirlo con l'energia stellare della Cosmic Rod, potenziata anche dall'energia immagazzinata nel corpo di Mikaal (Starman III). In un attimo il Colosso Oscuro si dissolve in un'esplosione di Luce e L'Ombra ringrazia i due Starmen per averlo liberato da questa prigione. Più tardi spiega che un suo mortale nemico dal nome Culp lo ha infettato con un cancro che a metà del XXI secolo gli ha fatto perdere il controllo sul suo potere di creare masse d'ombra. Per salvare la Terra si era spostato in un'altra dimensione dove, imparando a controllare lo spazio-tempo, ha manipolato gli eventi perché Jack fosse nel posto e nel tempo giusto per aiutarlo. Solo Starman VII poteva riuscirci in quanto era necessaria il tipo di energia della Cosmic Rod, dal momento che Culp aveva utilizzato proprio questo mezzo per colpirlo.
Epilogo:
- L'Ombra rivela a Thom Kallor (Starboy) che è destinato a tornare indietro nel tempo al XXI secolo e a diventare Starman VIII
- Questa versione de L'Ombra decide di rimanere nel futuro e comunica a Jack che deve ancora fare grandi cose ma il suo tempo come Starman finirà.
- Con la tecnologia del XXX secolo e l'aiuto di L'Ombra Jack e Mikaal tornano indietro nel tempo.[13]

### Krypton
Nel tornare indietro nel tempo i calcoli risultano essere sbagliati. L'astronave si ritrova nel 1922 vicino all'orbita del pianeta Krypton. Dopo essere atterrati in una landa desolata vengono intercettati da un Robot umanoide di grosse dimensioni. Ne esce un giovane individuo che dice di chiamarsi Jor-El, il futuro padre di Superman. Questi rimane affascinato dalla possibilità di viaggiare nello spazio (proibita al suo popolo), e invita gli stranieri a soggiornare presso il palazzo della Casata di El. Qui li presenta al padre Seyg-El il quale teme che i nuovi arrivati siano stati mandati come invasori da un'altra Casata oppure siano portatori di una conoscenza sovversiva rispetto alla cultura kryptoniana. Per questo li fa arrestare. Grazie all'aiuto di Jor-El e alle capacità combattive di Jack sfuggono ai robot di guardia. Dopo aver raggiunto l'astronave Jack decide di non rivelare al giovane kryptoniano il destino del suo pianeta e quello del suo futuro figlio Kal-El. Gli parlano però della Terra e gli forniscono le coordinate in forma binaria della posizione del pianeta. L'opinione che rimane di Krypton è quella di un Pianeta in involuzione culturale e scientifica, dove la paura di turbare l'equilibrio sociale prevale sul desiderio di scoperta e novità.

### Incontro con Adam Strange
Dopo essere tornati nel giusto periodo storico, l'astronave si trova a passare vicino al Pianeta Rann. Mikaal Tomas avverte che sul pianeta si trova un suo acerrimo nemico dal nome Turran Kha. Siccome può essere una grave minaccia, decidono di atterrare sulla superficie dove vengono accolti dall'avventuriero terrestre Adam Strange. Questi li avverte che sul pianeta si trovano diversi diplomatici di altri mondi per firmare un trattato di pace. Durante la cerimonia precedente la firma Turran Kha attacca gli invitati e solo grazie all'intervento di Jack e Mikaal lo si costringe alla fuga. Starman VII rischia la vita per salvare Alanna, la moglie di Adam ma Turran Kha riesce comunque a rapirne la figlia. Grazie alla capacità di Mikaal, riescono a trovare il nascondiglio del terrorista ma questi riesce a fuggire. Alla fine la figlia di Adam Strange viene salvata ma Starman III non riesce ad avere la sua rivincita su Turran Kha che fugge. Durante questa avventura la personalità di Mikaal sembra cambiare. Non è più dimesso e sensibile ma sembra diventare sempre più combattivo e violento.

### La Rinascita di Gavyn (Starman IV)
L'astronave di Jack arriva sul pianeta dove dovrebbe trovarsi Will Payton in base al segnale di rintracciamento della sua energia. Si tratta del pianeta Throneworld, capitale di un vasto impero stellare chiamato Crown Imperial. Prima della sua morte il Governo era tenuto dal Principe Gavyn (Starman IV), ma dopo la sua morte il trono si trova in mano ad un usurpatore dal nome Jediah Rikane che oltre a possedere la Star Staff di Gavyn ne ha anche sposato la moglie (Lady Merria). Il sovrano fa subito distruggere l'astronave terrestre e cattura Jack e Mikaal. Il suo timore è proprio quello che siano venuti a liberare Will Payton, il quale è stato trovato diversi anni prima a fluttuare nello spazio nei pressi di Throneworld. Quando Jack chiede spiegazioni della loro prigionia, Rikane spiega che l'essenza vitale che si trova nello Starman Will Payton è la stessa del Principe Gavyn, che quindi non è morto ucciso dal campo di antimateria ma si è trasformato in energia ed ha raggiunto la Terra dove si è reincarnato nell'inconsapevole Will Payton. Jack e Mikaal vengono condannati a morte, ma riescono a salvarsi grazie ai ritrovati poteri cosmici di Mikaal Tomas (Starman III) il quale riacquista fiducia in se stesso e si rende conto che il suo stesso corpo è un accumulatore e conduttore di energia stellare. Prima di fuggire dal pianeta prigione ritrovano Will Payton, che durante la battaglia per l'evasione si trasforma nel Principe Gavyn, il quale condurrà una rivolta contro lo stesso Jediah Rikane. L'insurrezione avrà successo grazie all'aiuto dei prigionieri evasi, del popolo stesso galvanizzato dal rivedere il suo amato principe e dall'intervento dell'esercito di Rann chiamato in soccorso dalla stessa Lady Merria.

### La fine del viaggio tra le stelle
Dopo la morte dell'usurpatore, il Principe Gavyn torna a riprendere le sembianze di Will Payton che non riesce a spiegarsi quanto gli sia successo. Le risposte arrivano da M'ntorr, il vecchio mentore di Gavyn il quale spiega che l'energia che risiedeva nel principe ha abbandonato il suo corpo quando questi stava per morire e si è diretta verso la Terra, forse attratta dalla stessa Cosmic Rod che usa un'energia simile. Arrivata sul Pianeta di Jack ha colpito l'inconsapevole Will Payton, che è di fatto morto in quel momento e il suo corpo, i suoi pensieri e la sua stessa anima sono stati posseduti dall'essenza di Gavyn. Will rimane incredulo di fronte a questa rivelazione perché in lui sono vividi i ricordi della sua vita sulla Terra. Il dubbio che M'ntorr abbia ragione nasce quando incontra Lady Merria e si rende conto di esserne innamorato. Decide quindi di rimanere sul Pianeta Throneworld. I ricordi e le vite di due Starmen (Starman IV e Starman V) ora risiedono in un solo corpo. Jack e Mikaal tornano sulla Terra utilizzando la tecnologia di trasporto interstellare chiamata Zeta Beam, la stessa utilizzata da Adam Strange per viaggiare tra Rann e il nostro pianeta.

### Grand Guignol
Appena tornato ad Opal City, Jack trova le principali vie della città devastate da esplosioni e incendi. Viene inoltre attaccato a sorpresa da Nash (Mist II) dalla quale riesce a fuggire miracolosamente. Nel giro di poche ore l'intera città viene avvolta da un'enorme sfera di nube nera che la isola completamente dal mondo esterno. Tale massa è della stessa sostanza delle ombre spettrali generate dall'Ombra e si sviluppa simmetricamente anche sotto il suolo. Non può essere attraversata o distrutta da nessun supereroe, Opal City è in preda all'anarchia e cade nel caos.
Mentre Jack si trovava nello spazio la città aveva subito una serie di crimini che riconducevano all'Ombra. Per tale motivo su richiesta di Ted Knight erano venuti ad indagare Elongated Man (Ralph Dibny) e sua moglie Sue. Per aiutare a mantenere l'ordine in assenza di Starman c'erano il supereroe Black Condor, la nuova Phantom Lady (Delilah Tyler), e Adam Strange il quale è arrivato sulla Terra poco dopo aver combattuto Turran Kha insieme a Jack sul pianeta Rann.
Nonostante il loro intervento L'Ombra porta avanti il suo piano che comincia a manifestarsi con l'isolamento della città (anche se in realtà non è consapevole delle sue azioni, ma viene manipolato). Come alleati ha al suo fianco vari supercriminali quali:
- Nash (Mist II): il cui scopo è uccidere Jack e suo padre Ted per vendicare la morte del fratello.
- Solomon Grundy in una delle sue incarnazioni malvagie.
- Rag Doll: criminale creduto morto per mano di Ted Knight (Starman I).
- I coniugi Aaron e Lupe Bodine, una coppia di delinquenti più volte battuti da Will Payton (Starman V).
- Crusher, un membro del circo di Bliss che cerca vendetta per la sconfitta del suo padrone ad opera di Jack.
- Barry O'Dare, uno dei membri della famiglia di poliziotti e detectives che hanno onorato le forze dell'ordine della città per generazioni. Ma è stanco di vivere all'ombra dei fratelli.
- Frankie Soul, il cui padre era un supercriminale ucciso da Mikaal Tomas (Starman III).
- Dottor Phosphorus che cerca vendetta contro Ted Knight.
- Spider (Lucas Ludlow), è un abile arciere discendente da una famiglia che da generazioni combatte contro L'Ombra. Questi è il primo a cui viene rivelato che il vero artefice di quanto è accaduto non è lo stesso L'Ombra ma un essere che a sua insaputa si trova all'interno del suo corpo.

Difatti il supercriminale che ha concepito e attuato il piano è un nano dal nome Culp.
I suoi poteri sono gli stessi di Ombra e tar i due c'è una faida che risale al 1838. Durante i bombardamenti di Londra da parte dell'aviazione tedesca nel 1941 una bomba colpisce entrambi e all'insaputa di Ombra, Culp viene assorbito al suo interno. Da questa particolare prospettiva ha avuto la possibilità di manipolare il suo corpo ospite a livello inconscio. Inoltre ha architettato un piano per distruggere la cosa che L'Ombra più ama: Opal City. Cupl si rivela di fronte al Municipio nel momento in cui Jack si consegna per essere giustiziato. La resa di Starman VII è dovuta al fatto che Sadie è prigioniera dei criminali al servizio di Culp. Questi, uscendo dal corpo dell'Ombra lo priva dei suoi poteri spettrali e lo consegna a Spider perché lo uccida. Jack viene miracolosamente salvato da Adam Strange e ha così l'opportunità di ritirarsi e organizzare una controffensiva. Culp si ritira nei vecchi laboratori Tyler dove vuole completare il suo incantesimo e mandare l'intera città in una dimensione di ombra oscura. Questo arcano può essere realizzato grazie a tre elementi: i suoi poteri di invocare le ombre spettrali, il fatto che le chiese di Opal siano disposte a pentagramma e il suo progettista Nicholas Hawksmoor le abbia segretamente dedicate a culti satanici, e infine la maledizione del pirata Jon Valor, ingiustamente impiccato per la morte del figlio. Tale anatema ha legato tutte le anime dei defunti della città a rimanervici imprigionate finché non sarà fatta giustizia al suo nome. Il rito viene interrotto dall'arrivo di Jack e lo stesso L'Ombra che è stato salvato da Matt O'Dare. L'anima del pirata viene liberata dall'accusa ingiusta dal Detective Hamilton Drew portato lì dai coniugi Dibny, il quale svela che gli assassini del figlio di Valor erano stati i membri del Tuesday Club Cult. La città è salva e L'Ombra riesce a riprendersi i poteri sul reame delle omobre (Shadow Realm). Inaspettatamente arriva Mist (il vecchio padre di Nash) e uccide Culp mentre cerca di scappare tenendo in ostaggio Nash (Mist II). Intanto Adam Strange, grazie alla tecnologia dello Zeta Beam, porta le truppe di Rann ad Opal per riportare l'ordine. A guidarle c'è il Principe Gavyn che per l'occasione ha preso le sembianze di Will Payton (Starman V). Mist è rinsavito ed è lucido e spietato come un tempo. Rivela che tale prodigio è dovuto al demone Neron che in cambio gli ha chiesto di compiere atti molto malvagi. Ora è tornato in azione non come salvatore ma per vendicarsi della dinastia Knight e dell'intera città di Opal.

### La morte di Ted Knight (Starman I)
Mist è intenzionato a distruggere la città con un ordigno atomico che si trova nascosto nel palazzo governativo delle poste. La bomba è direttamente collegata anche al suo cuore ed esploderà comunque nell'arco di cinque minuti. In un atto di follia arriva anche ad uccidere la figlia Nash (Mist II). Questa fa in tempo a mettere il figlio nelle mani del padre Jack Knight. La resa dei conti si svolge proprio sulla cima del palazzo, di fronte all'Ombra, Jack, e Ralph Dibny (Elongated Man). Tutti sembrano impotenti di fronte all'inevitabile catastrofe. Dal cielo arriva però Ted Knight (Starman I) con una nuova armatura che amplifica enormemente i poteri della Cosmic Rod. In un ultimo gesto eroico avvolge l'intero palazzo delle poste incluso il vecchio Mist in un vasto campo gravitazionale generato dalla sua nuova invenzione e li porta con sé in orbita. Qui muore nell'esplosione atomica insieme alla sua nemesi Mist. L'Ombra, Ralph, Jack Knight e suo figlio si salvano così come l'intera città grazie al sacrificio di Starman I. Ted è sereno di fronte alla morte, anche perché è malato di cancro e così ha l'opportunità di morire da eroe. Questo è evidente nelle sue ultime parole al figlio:
La cerimonia funebre si tiene presso il Museo Memoriale Starman di Opal City e alla funzione partecipano diversi supereroi tra i quali gli ex-compagni della Justice Society of America. Dopo la morte del padre, Jack lo rivede ancora come spirito insieme a quello del fratello David. Jack gli comunica che vuole abbandonare il ruolo di Starman per dedicarsi a curare il figlio ancora piccolo. Questi sono d'accordo ma prima gli danno un ultimo compito da compiere e lo mandano indietro nel tempo all'anno 1951. In questo periodo ha modo di scoprire la vera identità di Starman II e di aiutare il padre a riprendersi dal grave esaurimento nervoso avuto in quegli anni. Viene riportato nel presente da Thom Kallor (Starman VIII).

### Jack Knight lascia Opal City
Quando Jack torna nel presente ha modo di leggere una lettera di Sadie, la donna di cui è innamorato e che lo aveva lasciato in modo inspiegabile. In questa missiva gli spiega che si trova a San Francisco e sta aspettando un figlio da lui. Gli dice inoltre che è sempre stata innamorata ma lo ha lasciato per paura che non fosse pronto ad assumersi il peso di una famiglia. Questo rafforza la convinzione di Jack a lasciare Opal e il suo ruolo di Starman. Adesso vuole raggiungere Sadie insieme al figlio Kyle avuto da Nash. Prima di partire incontra alcune persone:
- Jake Benetti: un ex-malvivente che, ravvedutosi. lo ha più volte aiutato nel combattere il crimine. Ora è deciso a collaborare con le forze di Polizia per mantenere l'ordine in città.
- Charity: è una potente chiaroveggente. Da lei vuole sapere se un giorno tornerà ad essere Starman. Lei gli risponde che ci sarà ancora un'avventura che dovrà intraprendere ma adesso il suo ruolo è giusto appartenga a qualcun altro.
- Clarence O'Dares: nuovo commissario di Polizia che continua la tradizione di famiglia al servizio della Legge e di Opal City.
- Mikaal Tomas (Starman III): Lo ringrazia per aver combattuto al suo fianco nella sua avventura nello Spazio e contro Culp e Mist. Mikaal è triste ed incerto sia sul suo futuro che sul suo rapporto con Tony. Jack lo rassicura, ricordandogli che ognuno non può fare a meno di essere cioè che è. In ogni caso non sarà mai solo perché per lui è un secondo fratello.
- L'Ombra: A lui affida il futuro della città e la priorità di catturare Spider, l'unico dei collaboratori di Culp ancora in libertà.
- StarGirl (Courtney Whitmore): A lei consegna la Cosmic Rod così come il suo giubbotto e gli occhiali. In lei vede le qualità e il coraggio per diventare la sua erede e quindi utilizzare la tecnologia sviluppata da Ted Knight (Starman I). Jack ha avuto modo di vederla in azione quando si faceva chiamare la nuova Star-Spangled Kid e agiva in coppia con il patrigno Pat Dugan. Lei indossava la Cosmic Convert Belt dell'originale Star-Spangled Kid (Sylvester Pemberton III) e Pat si vestiva di un'armatura ad alta tecnologia con il nome di S.T.R.I.P.E.[21]

Jack lascia Opal con il figlio Kyle e si dirige a San Francisco. Decide che nel suo futuro tenterà di realizzare il sogno di diventare un pittore. Mentre si allontana dalla sua città comincia a piangere, ma si ripete la seguente frase:

## Poteri e abilità
L'utilizzo della Cosmic Rod che gli permette di volare, lanciare colpi di energia, generare calore o luce, respingere gli oggetti, creare un piccolo campo di forza. Inoltre da giovane ha studiato l'arte marziale del Jujitsu che gli torna utile nei combattimenti corpo a corpo.

## Storia editoriale
Il personaggio appare per la prima volta nella miniserie Zero Hour: Crisis in Time nel settembre 1994. Il lancio di una serie regolare dal titolo Starman avviene il mese successivo all'interno dell'operazione editoriale denominata Zero Month (Mese Zero).

### Zero Month
Dopo la pubblicazione della miniserie Zero Hour (Ora zero) la casa editrice DC Comics decide di far uscire tutte le serie appartenenti all'Universo DC con la numerazione 0 in copertina. Questo avviene con gli albi aventi data di copertina ottobre 1994, dal mese successivo si riprende la numerazione regolare. Lo scopo di questa iniziativa è di narrare o rinarrare le origini dei supereroi DC. Durante il Mese Zero si decide di lanciare anche 6 nuove serie regolari:
- Primal Force: n. 0 - 14 (dicembre 1995).
- Fate: n. 0 - 22 (settembre 1996)
- R.E.B.E.L.S.: n. 0 - 17 (marzo 1996).
- Manhunter (vol. 2): n. 0 - 12 (novembre 1995).
- Xenobrood: n. 0 - 6 (aprile 1995).
- Starman (Vol.2): questa serie è quella avente protagonista Jack Knight (Starman VII). Risulta essere la più longeva tra le nuove serie di questa iniziativa in quanto viene pubblicata ininterrottamente dal n. 0 al n. 80 (agosto 2001).

### Creazione e precedenti
Non si tratta della prima serie dal titolo Starman. La prima serie regolare intitolata ad un supereroe avente questo nome è stata pubblicata a partire da ottobre 1988 ed è durata 45 numeri fino ad aprile 1992. Questa prima serie non aveva come protagonista Jack Knight ma Will Payton (Starman V). Inoltre nel periodo Golden Age il primo Starman (Ted Knight) fu presente sulla copertina di Adventure Comics dal n. 61 (albo di debutto dell'aprile 1941) al n. 72 (marzo 1942). Come protagonista di almeno una storia all'interno dell'albo viene pubblicato fino ad Adventure Comics n. 102 (febbraio-marzo 1946).

## Raccolte in edizione originale
- Starman Omnibus (vol. 1) edizione cartonata (Hardcover) / Contenuto: Starman (vol. 2) dal n. 0 al n. 16

Storia e testi di James Dale Robinson/
Disegni di Tony Harris, Wade Von Grawbadger, Teddy H.Kristiansen, Christian Hojgaard, Bjarne Hansen, Matt Smith, Tommy Lee Edwards, Stuart Immonen, Gary Erskine, Amanda Conner, Chris Sprouse, Andrew Robinson./
Copertina della Raccolta: Tony Harris
- Starman Omnibus (vol. 2) edizione cartonata (Hardcover) / Contenuto: Starman (vol. 2) dal n. 17 al n. 29, Starman Annual n. 1, Showcase '95 n. 12, Showcase '96 n. 4-5.

Storia e testi di James Dale Robinson/
Disegni di Tony Harris, John Watkiss, Wade Von Grawbadger, Guy Davis, Chris Sprouse, Ray Snider, Craig Hamilton, Bret Blevins, J.H.Williams III, Mick Gray, Gary Erskine, Steve Yowell, Matthew Dow Smith./
Copertina della Raccolta: Tony Harris